# MiG–31

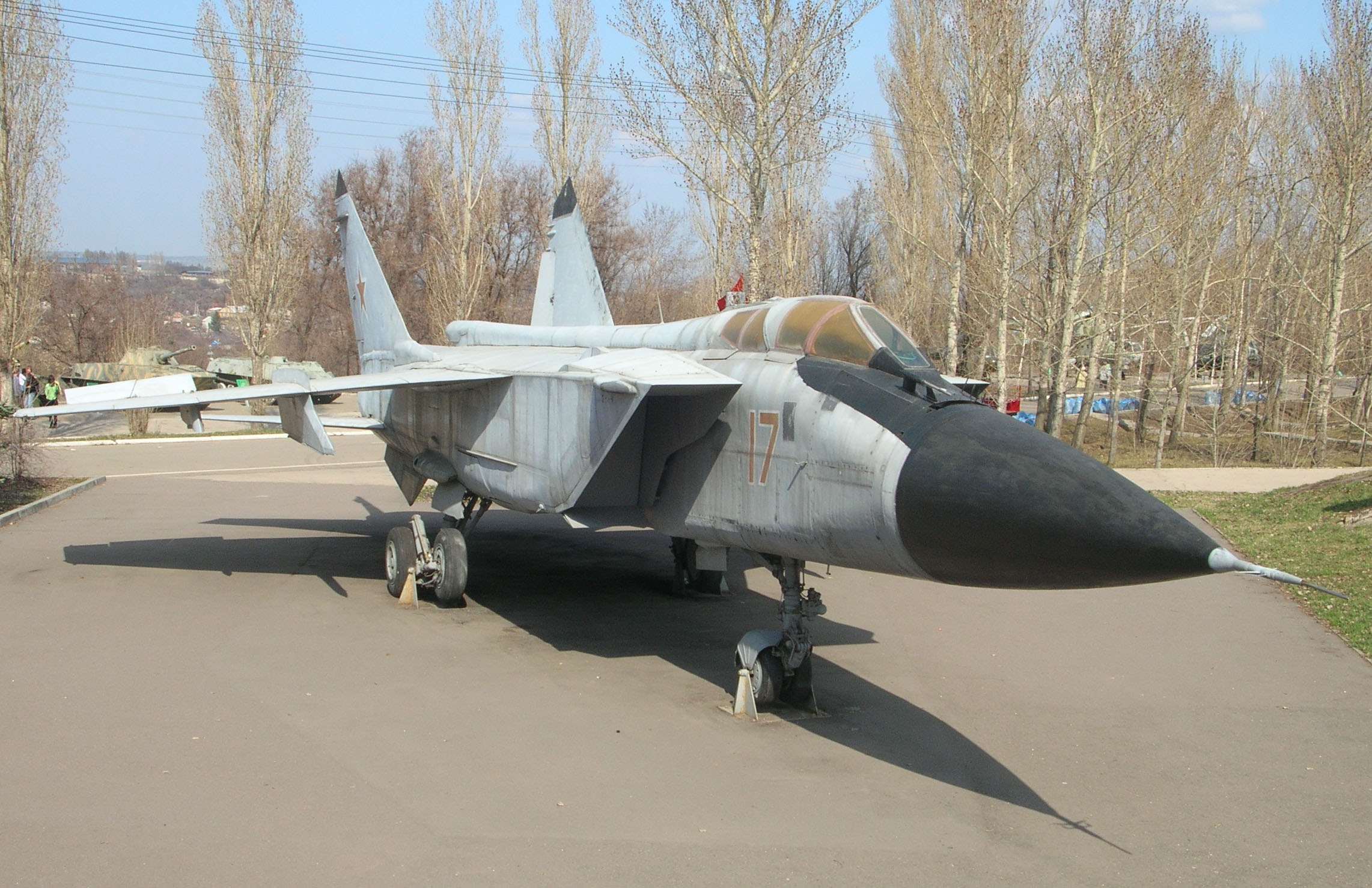
A MiG–31 egy Szaratovban kiállított példánya

A Mikojan–Gurjevics MiG–31 (Микоян–Гуревич МиГ–31) negyedik generációs, kétüléses, két hajtóműves, nehéz elfogó vadászrepülőgép, melyet a MiG–25-ből a Szovjetunióban fejlesztettek ki, elsősorban a gyér repülőtér-hálózattal rendelkező szibériai és távol-keleti területek védelmére.
Avionikája a korszak többi szovjet repülőgépéhez képest fejlett, Zaszlon (Заслон, Pajzs) típusú rádiólokátora a világon elsőként szolgálatba állított olyan elektronikus sugárnyaláb-eltérítésű repülőgép-fedélzeti rádiólokátor, amely egyszerre négy rakétát tud a célra rávezetni. A sorozatban gyártott utolsó 50–60 repülőgép a levegőben utántölthető. Csak az Orosz Légierő és Kazahsztán légiereje (32 darab) alkalmazza. Nem exportálták külföldre, bár korábban Algéria, India és Kína jelentkezett mint potenciális vásárló, 2006 végén pedig Szíria elnöke tárgyalt MiG–31-esek beszerzéséről. Légi harcban idáig nem vett részt.

## Történet
A hatvanas években a Szovjetunióban rendszerbe állított elfogóvadászok a nagy magasságban repülő nehézbombázó repülőgépek elfogására lettek tervezve, mely feladatot hatékonyan tudták megoldani, azonban hatástalanok voltak a kis magasságon támadó vadászbombázók, de még inkább az akkor már fejlesztés alatt álló robotrepülőgépek ellen. A repülőgépek kezdetleges elektronikája csak korlátozott önállóságot tett lehetővé, légi célok elfogásakor erősen függtek a légvédelem földi irányításától. Szabad tevékenykedésüket tovább korlátozta a nagy tüzelőanyag-fogyasztás, ami miatt csak kevés időt tölthettek a levegőben.
A MiG–25 jó alapnak ígérkezett a továbbfejlesztésre, a hatalmas repülőgépben tetemes méretű elektronika elhelyezésére volt lehetőség, kezelőjével együtt. A fejlesztési munkálatokat 1967-ben kezdték meg, a Je–155MP jelű prototípus 1975. szeptember 16-án szállt fel, Alekszandr Fedotov, a Szovjetunió leghíresebb berepülőpilótájának vezetésével. A repülőgép sorozatgyártása 1979-ben kezdődött. Fedotov 1984. április 4-én a MiG–31 egy kísérleti példányával az üzemanyag-ellátó rendszer hibája miatt lezuhant, és fegyveroperátorával együtt meghalt.
A Nyugat a repülőgép létezéséről először 1976-ban szerzett tudomást, mikor Viktor Ivanovics Belenko egy MiG–25-ös repülőgéppel Japánba dezertált, és beszámolt az őt kihallgatóknak az általa ismert szovjet kísérleti programokról. 1979 és 1985 között Adolf Tolkacsev, a Fazotron elektronikai tervezőiroda főkonstruktőre a CIA-nek dolgozott, és az akkor korszerűnek számító szinte összes szovjet rakétafegyver és rádiólokátor (köztük a MiG–31 Zaszlon típusú lokátorának és R–33 rakétáinak) teljes dokumentációját átadta az amerikai hírszerzésnek, ami miatt 1986-ban kivégezték. 1978-ban egy felderítő műholdról sikerült megfigyelni egy robotrepülőgép elfogását a MiG–31 egy prototípusáról indított R–33 rakétával. (Mivel a szovjetek pontosan ismerték az amerikai felderítő műholdak pályaadatait, valószínűleg szándékosan időzítették úgy a kísérleti lövészetet, hogy az amerikaiak megfigyelhessék az új repülőgép félelmetes teljesítményét.) A repülőgépet közelről a Norvég Királyi Légierő egyik F–16-osának pilótája tudta lefényképezni, 1985-ben a Barents-tenger felett.
Sorozatgyártása 1977-ben kezdődött a gorkiji 21. sz. Állami Repülőgépgyárban (GAZ–21, ma: Szokol Repülőgépgyár). Az előszéria első sorozata két, a második három, a harmadik hat gépből állt. Ezek aerodinamikailag és berendezéseikben kis mértékben különböztek mind egymástól, mind a prototípustól. A fedélzeti rendszerek teszteléséhez a második példányt használták fel. A Szazvickij légimarsall vezette állami bizottság 1978-ban végezte el a hatósági állami vizsga berepülési programját az előszéria gépeivel. A sorozatban gyártott változat végül a harmadik sorozat ötödik gépe lett. Összesen több mint 500 db készült.
A repülőgépet 1980-ban rendszeresítették a Honi Légvédelem vadászrepülő csapatainál. Az első gépeket a Pravgyivszkban állomásozó 786. sz. vadászrepülő ezred és a Honi Légvédelem Harceljárási Oktató Központja kapta. A második fázisban a Moncsegorszk repülőterén állomásozó 174. sz. gárda-vadászrepülő ezredet szerelték fel MiG–31-gyel. Ezeknél az egységeknél a kiöregedett Tu–128 és Szu–15 vadászrepülőgépeket váltotta fel. 1983 szeptemberében telepítették a típust a Szahalin-szigeten lévő Szokol repülőtérre. Habár harci cselekményekben nem vett részt, a dél-koreai KAL légitársaság 007-es járatán közlekedő Boeing 747 lelövése következtében megnövekedett feszültség miatt a ezeket a gépeket a Csendes-óceán térségében intenzív járőrözésre használták, és rendszeresen keveredtek konfliktushelyzetbe amerikai és japán harci repülőgépekkel.
Az üzemeltetés során a típussal számos – köztük halálos kimenetelű – baleset történt. 2000-ig összesen 35 eseményt regisztráltak, ezek közül 12 a gép megsemmisülésével járó katasztrófa volt. A balesetek többsége a személyzet hibájából következett be, melynek oka főként az 1990-es évekre jellemző kevés repült idő és az ebből adódó gyakorlatlanság volt. A rendkívül nagy szerkezeti tömegű gép még a leszállás fázisában is tekintélyes szárnyfelületi terheléssel és tehetetlenséggel rendelkezik, ami nagyban hozzájárult a zömmel a leszállások során történt balesetekhez, illetve katasztrófákhoz. A legtöbb esemény a típus életében a leszállások során a földnek, illetve a kifutópályának csapódás. A gépek felszállásonként relatív elég hosszú időt töltöttek a levegőben, de az állománynak ezen időszakban volt, hogy évi 15(!) óra hajózónkénti órakerete volt csupán biztosítva. Ennek folyományaként a gépek személyzete elég kevés fel/leszállást teljesíthetett. Az alacsony repült óraszám oka az üzemanyaghiányon túl főként a gépek futókerekeinek pótlása, illetve bonyolult elektronikai rendszereinek karbantartása volt.

## Szerkezeti felépítés és tervezési sajátosságok
Bár a MiG–31 hasonló kialakítású, mint a MiG–25, a repülőgép szerkezetét teljesen újratervezték, a régebbi repülőgépen használt, nagy tömegű, de nagyon jó hőállósági tulajdonságokkal rendelkező rozsdamentes acélt ennél a gépnél is alkalmazták(49%), de emellett nagy mennyiségben használtak fel könnyűfémötvözeteket (33%) és titánt (16%) is, ez a repülőgép szerkezetét lényegesen könnyebbé tette, lehetővé téve a nagy tömegű elektronika és tüzelőanyag hordozását.
A repülőgép hagyományos aerodinamikai elrendezésű, vállszárnyas, előrenyúló szárnycsatlakozással. A három főtartós szárny 4°-os negatív V-beállítással, automatikusan működő orrsegédszárnyakkal a belépőél teljes hosszában, fékszárnyakkal és csűrőként is működő ívelőlapokkal rendelkezik a kilépőél mentén. A felső felületén egy terelőlapot helyeztek el, a nagyobb fegyverfelfüggesztő csomópont felett. A vízszintes vezérsíkok teljes egészében magassági kormányként szolgálnak. Az osztott függőleges vezérsíkon helyezték el az oldalkormányt. A futómű hárompontos, tricikli-elrendezésű, az orrfutó hátrafelé húzódik a törzsbe. Az előrefelé behúzható főfutók két kereke egymás előtt, de nem egy nyomvonalon van, ez a hóban történő gurulást segíti. A főfutóaknák előtt, a törzs alsó oldalán két, előre nyíló törzsféklapot helyeztek el. Kifutáskor a repülőgép megállását két, kereszt alakú fékernyő segíti, ezeket a törzs végén, a két hajtómű között, felettük helyezték el.
A két pilóta egymás mögött ül, de a gép tervezésénél az egymás melletti elhelyezésükre is gondoltak. A hátsó pilóta szükség esetén irányítani tudja a gépet, illetve az innen való irányítás a gyakorlórepüléseket is lehetővé teszi.

### Avionika

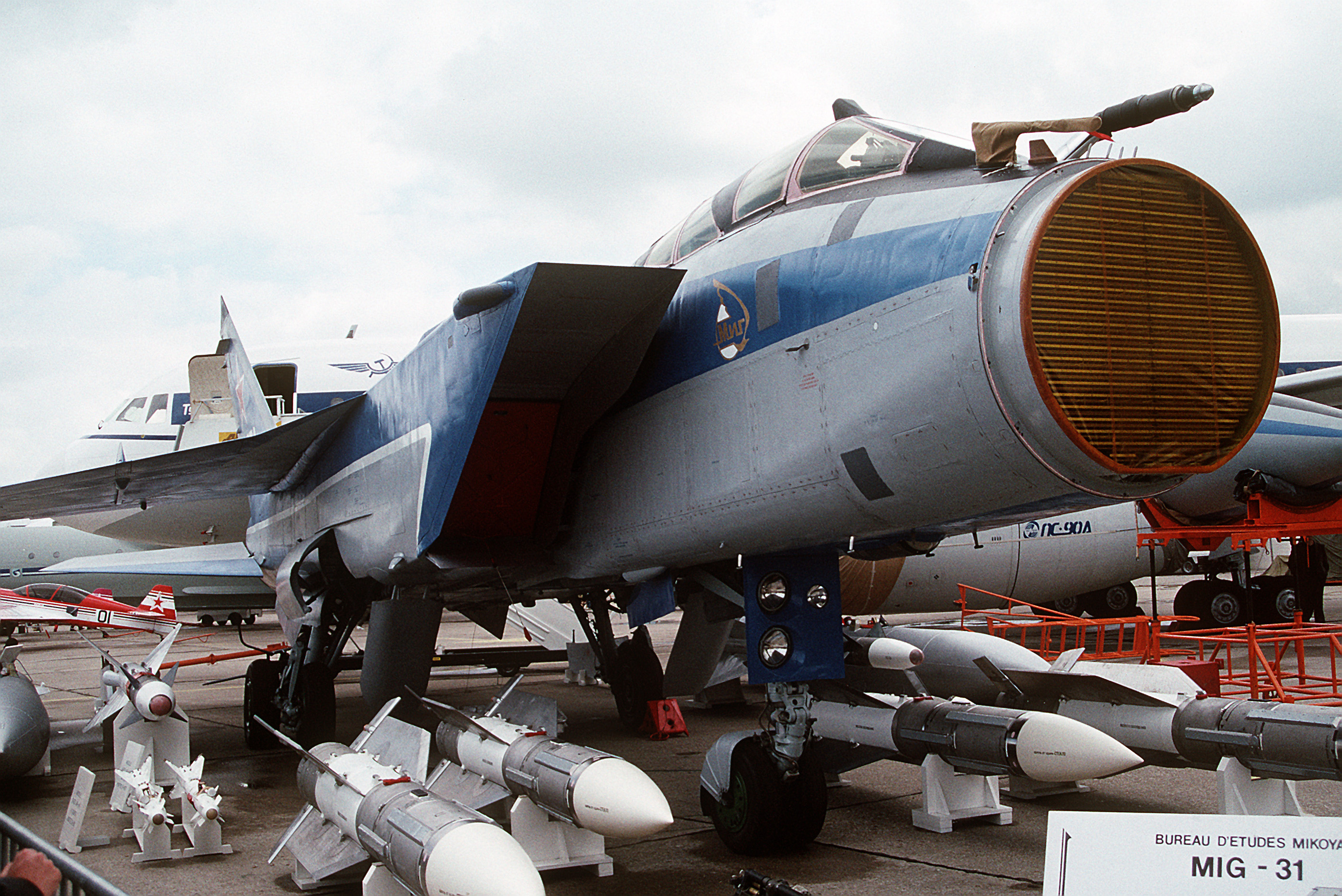
MiG–31 a Párizsi Légiszalonon kiállítva. A leszerelt orrkúp alatt látható a Zaszlon rádiólokátor fix antennája, az orr túloldalán pedig a légi utántöltő berendezés, kinyitva. A gép alatt R–33 rakéták, jobbra két, kis hatótávolságú R–60, távolabb, a szárny alatt az R–40.

A repülőgép fejlesztésének leglényegesebb eleme volt a fejlett avionika beépítése, melyet egy külön fegyveroperátor kezel. Fő eleme az RP–31 Zaszlon (Заслон), mely a világon elsőként szolgálatba állított elektronikus sugáreltérítésű repülőgép-fedélzeti rádiólokátor. Maximum 10 célt tud követni, ebből négyre rakétát vezetni. Hatótávolsága felderítő üzemmódban bombázó repülőgépek és hasonló méretű célok ellen (16 m²-es visszaverő felület) szemből 200 km, hátulról 160 km, és 150, illetve 120 km-ig tudja őket követni, vadászrepülőgépeket (2 m² hatásos visszaverő felülettel) szemből 120 km-ről, hátulról 90 km-ről tud felderíteni, és 90 illetve 70 km-ről követni. 0,3 m² felületű célokat is tud körülbelül 65 km-ről követni. Látómezeje oldalirányban ±70°, felfelé 70°, lefelé 60°. Ez volt az első szovjet radar, mely horizont alatti célok ellen is használható volt (look down/shoot down). A repülőgépen egy 8TP típusú behúzható infravörös érzékelő is helyet kapott, a pilótakabin alatt. Az észlelt célokat az Argon–15 típusú digitális számítógép dolgozza fel.
A kommunikációt az UHF és HF sávú rádiókon kívül az APD–518 típusú digitális adatbusz szolgálja, ez lehetővé teszi az adatok cseréjét más vadászrepülőgépekkel, a földi irányítással, vagy A–50 típusú légtérellenőrző repülőgépekkel.
A repülőgép navigációs berendezései korszerűek, részben a nagy hatótávolság miatt, részben pedig mert a geomágneses és a földrajzi északi pólus Oroszország északi területein már jelentősen eltér egymástól, megnehezítve a hagyományos, iránytűkön alapuló navigációt. A nagy távolságú navigációt a Marsrut (Маршрут), a közepes távolságút pedig a Tropik (Тропик) rendszer biztosítja.

## Hajtómű
A repülőgép két darab Aviadvigatyel D-30F6 típusú hajtóművel rendelkezik. A szárazon 2416 kg tömegű hajtóművek kétáramúsági foka 0,55, ami a szuperszonikus harci repülőgépek közt közepesnek mondható. A levegőátfutás tekintélyes, 150 kg másodpercenként, maximális forgórész fordulatszámnál. A hajtómű két forgórészes, a kisnyomású forgórész 5, a nagynyomású 10 fokozatú kompresszorral és egyenként 2-2 fokozatú turbinával rendelkezik. A hajtómű első légi tesztjeit egy átalakított MiG-25-ösön végezték. A hajtómű főbb paramétereinek meghatározásában döntő szerepe volt a MiG–31-es repülési magasságának és szolgálati sebességtartományának kiterjesztése a MiG-25-öshöz képest, mégpedig az alacsonyabb tartományokban. Többek közt ezért, illetve a MiG–31-es kifejlesztésével kapcsolatos fokozott tempó miatt esett a választás a Tu-134-esekből is ismert Szolovjev D-30-as hajtóművére (nem azonos a teljesen más konstrukciójú D-30K/KP/KU hajtóművekkel), mint kiindulási alapra. Ez a hajtómű egyrészt már eleve rendelkezett a kis magasságon megfelelő propulziós hatásfokot biztosító kétáramúsággal (igaz ez 1,1 es érték, ami nagy sebességen és magasságon már nem kedvező) és levegőátfutással, másrészt a geometriai méretei alkalmasak voltak arra, hogy a MiG-25-öshöz hasonló méretű gépbe is beépíthetővé váljék, akár utánégetővel is. De mindezeknél is többet nyomott a latba az a tény, hogy ez idő tájt a Szovjetunió még nem rendelkezett ekkora méretű kétáramú utánégetős hajtóművekkel. Mindezeket együttvéve a D-30-as jelölés mint alap, feltehetően csak dezinformáció (illetve lehet gyári sajátosság, mint a Koleszov irodánál, ahol minden hajtóművet RD-36-nak hívtak), mivel a szerkezet végül teljesen más kialakítású forgórésszel, belépő keresztmetszettel, fordulatszámtartománnyal stb. rendelkezik. A forszázskamrában a diffúzor után négy külön forszázskollektort és lángstabilizátort találunk. Az utánégetés beindítása a MiG-29-eseknél is ismert lángátcsapásos módszerrel történik, de mind a négy körre külön. Ez a gyújtóláng a turbina előtti tüzelőtér injektorai közül az alsó egyikből csap át a lapátok között. A hajtómű a fejlesztés során jelentősen módosult, a prototípusok Laval-fúvócsöveit kívülről még burkolólamellák határolták, de a nagy fúvócső nyomásviszony az egyik berepülésnél közel 2,5 Mach-nál leszakította az egyik gépről őket. A hajtóművek fúvócsövei így egy merev áramvonalazó burkolatot kaptak, amelynek profilja a kialakításából adódóan fix (a mozgó Laval-profil az első 2/3-ig tart), így nem követi a nyomásviszony-növekedés adta sugártágulást. Részint ennek tudható be, hogy az eredetileg tervezett 2,7 Mach értéket ez a gép nem képes elérni, de erre a nagyméretű és tömegű fegyverzet miatt amúgy sem volt lehetőség. A hajtómű statikus fékpadi tolóereje 9900 kg maximál módon, 15 500 kg utánégetéssel. Ez az érték gépbe épített állapotban, földön némileg kisebb. A sebesség és magasság függvényében alakuló tolóerőértékek nem ismeretesek. A szerkezet elektro-hidraulikus vezérlő-szabályzó rendszerrel rendelkezik. A D-30F6-os hajtómű fejlesztése sokáig csak az üzembiztosság, illetve az élettartam kiterjesztésére szorítkozott. Első komolyabb modifikációt a később zátonyra futott Mig-31M gépek számára kifejlesztett D-30F6M típus jelentette. Itt a tolóerő értékét 15 500 kg-ról 16 700 kg-ra növelték, kompenzálandó az utódtípus lényegesen nagyobb felszálló tömegét. Ez a verzió nem volt hosszú életű, de hozzájárult a mind a mai napig rendkívül kis példányszámban megépült D-30F11-es változat megépítéséhez. Ez a típus a Szu-47 Berkut típusú előrenyilazott szárnyú technológia-demonstrátor gépbe került, kényszerből, mivel az Al-41F jelű hajtóművekből csak annyi volt, hogy azokat a MiG MFI-ként ismert 1.44-es gép kapta meg. Tolóereje némileg kisebb, fékpadon 16 000 kg.

## Fegyverzet
A repülőgépen egy 23 milliméteres, GS–6–23 típusú gépágyú van beépítve, ezen kívül a szárnyak alatti két-két, valamint a törzs alatti, összesen négy fegyverfelfüggesztő csomópontra lehet légiharc-rakétákat és tüzelőanyag-póttartályokat függeszteni.
A törzs alatti csomópontokra, AKU–33 típusú katapultos indítóberendezésekre a Vimpel R–33 (NATO-kód: AA–9 Amos) 110 km hatótávolságú, félaktív lokátoros irányítású rakéta függeszthető, ez a MiG–31 fő fegyvere. A hordozott négy rakéta sortűzben is indítható, mert a lokátor egyszerre tudja biztosítani mindegyik rávezetését külön-külön célokra.
A szárny alatti két belső fegyverfelfüggesztő csomópontra egy-egy 2500 literes tüzelőanyag-póttartály, vagy az eredetileg MiG–25-höz kifejlesztett R–40T (AA–6 Arcid) infravörös önirányítású nagy hatótávolságú légiharc-rakéta modernizált változatait, az R–40TD és R–40TD–1 típusokat lehet függeszteni. (Az R–40R félaktív lokátoros önirányítású változatot nem integrálták a MiG–31 fegyverzetébe.)
A külső fegyverfelfüggesztő csomópontokra általában dupla indítósíneken R–60 (AA–8 Aphid) típusú légi közelharc-rakétát függesztenek, de lehetőség van a korszerűbb R–73 (AA-11 Archer) rakéta hordozására is.
Tervbe vették két további légiharc-rakéta rendszerbe állítását is. Az R–77 (AA–12 Adder) aktív lokátoros önirányítású, közép-hatótávolságú rakétát a négy, szárny alatti csomóponton hordozhatja a repülőgép, a R–37 (AA–X–13) nagy hatótávolságú légiharc-rakétát pedig az R–40 helyett.
A repülőgépet, hasonlóan az előd MiG–25-höz, légvédelem elleni feladatra is tervezik felhasználni, ez esetben a H–58E (AS–11 Kilter) és a H–31P (AS–17 Krypton) lokátorromboló rakétákat, esetleg más, földi célok elleni fegyvert, a H–59 (AS–18 Kazoo), a H–59M, H–29L (AS–14 Kedge) és a H–29T rakétákat hordozza majd.

## Típusváltozatok

### MiG–31DZ
A sorozatban gyártott utolsó 40–45 repülőgépet légi utántöltő berendezéssel szerelték fel, ezen repülőgépek nem hivatalos elnevezése a MiG–31DZ.

### MiG–31B
A MiG–31 második gyártási sorozata, korszerűsített Zaszlon–A rádiólokátorral, elektronikai harceszközökkel és A–723 Knyitok–2 (Книток-2) nagy távolságú navigációs rendszerrel, mely az amerikai Loran és Omega rendszerrel, valamint a Csajka földi állomásokkal kompatibilis. A fegyverzet kiegészült az R–40TD és az R–33SZ rakétákkal. A repülőgép 1990 végén került sorozatgyártásra.

### MiG–31BSZ
Alapváltozatú MiG–31-esek, melyeket a tervezett nagyjavítás alkalmával a MiG–31B standardra korszerűsítettek.

### MiG–31E
Egyszerűsített exportváltozat gyengébb rádiólokátorral és aktív rádióelektronikai zavaróeszközök nélkül, eltérő IFF berendezéssel. 1997-ben Indiának és Kínának ajánlották fel megvételre, eredménytelenül.

### MiG–31Eh
Kínának 2000-ben felajánlott exportváltozat.

### MiG–31F
Tervezett többfeladatú vadászbombázó, földi célok elleni rakétákkal kiegészített fegyverzettel.

### MiG–31BM

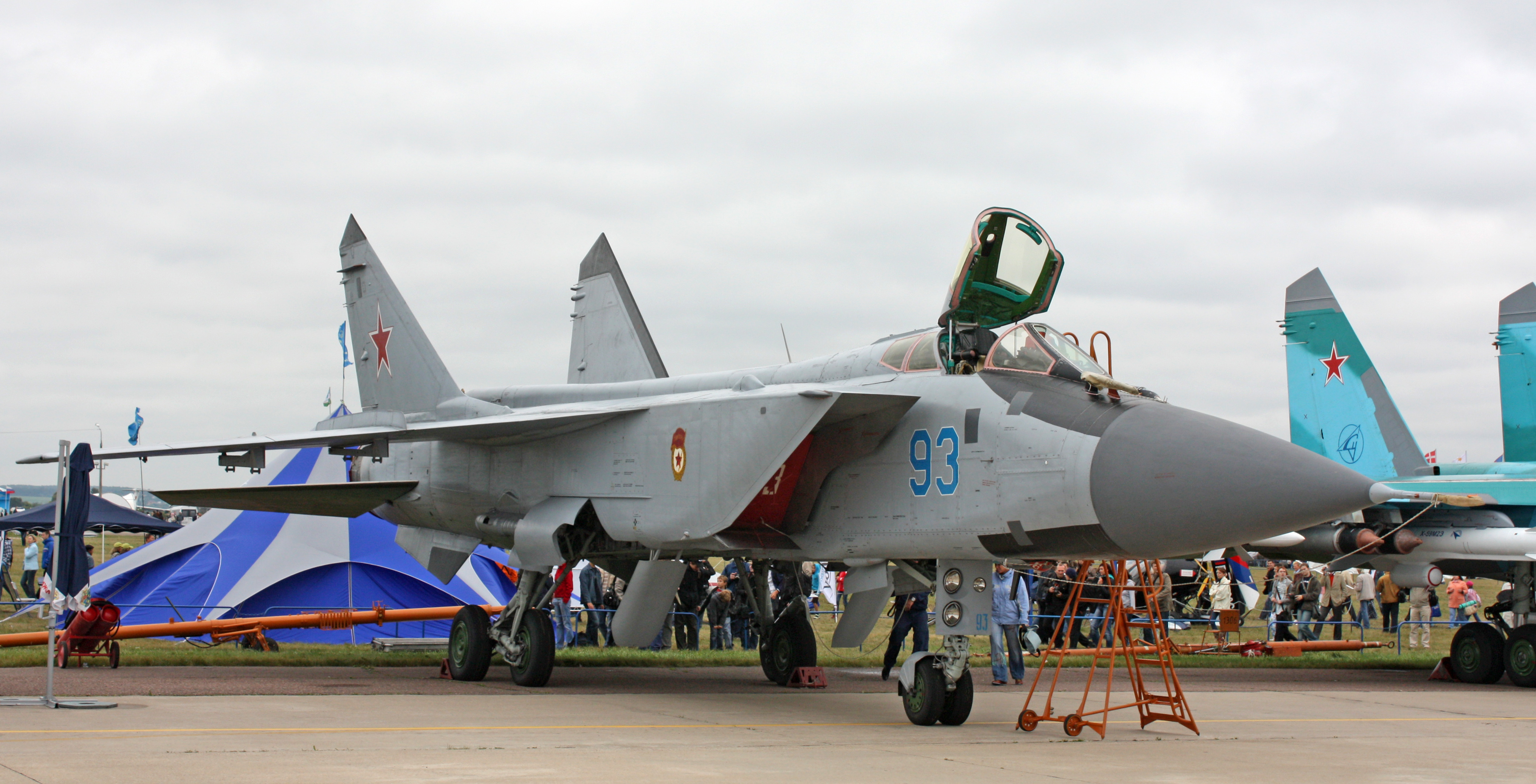
MiG–31BM a MAKSZ 2009 kiállításon

Eredetileg MiG–31F-en alapuló, elsősorban a légvédelem elnyomására tervezett változatot nevezték így. Ma a MiG–31BM a MiG–31B-k továbbfejlesztett változatát jelenti, amelyet a MiG–31M helyett ajánlottak fel az Orosz Légierőnek. Korszerűsített Zaszlon–M rádiólokátora képes akár 6 Mach sebességű célok követésére, hatótávolsága nagyobb, a bombázó méretű repülőgépeket szemből 280-320, hátulról 120 kilométerről derítheti föl, valamint fejlesztettek földi üzemmódjain, így alkalmas szintetikus apertúrájú üzemmódra és térképezésre is. Hogy elpusztítsa a célérték legfeljebb 304/280 km (rakéták, P-33 valamint P-37). A repülőgép műszereit a MIL Std 1553B szabványú adatbusszal kötik össze. Műholdas navigációs rendszerrel rendelkezik (az orosz GLONASZSZ rendszert használja), a pilótakabin kijelzőit a katódsugárcsöves helyett folyadékkristályosra cserélték (három-három 152×210 mm méretű kijelző), valamint Head Up Displayt is beépítettek a pilóta számára. A rakétafegyverzetet kiegészítették az R–33SZ, az R–37 és az R–77 légiharc-rakétákkal, a H–31P és H–58E lokátorromboló rakétákkal, valamint feltehetőleg a H–59, H–59M, és a H–29L/T földi célok elleni rakétákkal. Elképzelhető, hogy ennek a változatnak a tervezett élettartama is magasabb, a szerkezeti megerősítéseknek köszönhetően. Összesen két példány épült (2
+10
+(15+5)=32 (01.01.2014), = 50 (01.01.2019), de igény és újabban pénz is van a légierő korszerűsítésére, ezért megrendelték a meglévő repülőgépflotta legalább egy részének, egyes források szerint 270, mások szerint 370 repülőgép átalakítását.

### MiG–31D
1986–87-ben két példányban épült műholdromboló változat. A törzs alja teljesen sík volt, a gépágyút megszüntették, a szárnyak törővégeire alul-felül egy-egy függőleges szárnyacskát szereltek, amely a Vimpel által fejlesztett műholdromboló rakéta nagy magasságon történő indításakor stabilizálta volna a gépet. A programot később leállították.

### MiG–31ME/MF
a MiG–31BM és a MiG–31F exportváltozatainak tervezett elnevezései.

### MiG–31LL
Egy korai MiG–31-esből átalakított kísérleti repülőgép katapultülések kipróbálására. A szárnyvégekbe kamerákat építettek.

### MiG–31M (Foxhound B)
A MiG–31 legfontosabb továbbfejlesztése, 1985. december 21-én repült először. A pilótakabin előtti szélvédő egyrészes lett, korszerűbb D–30F6M hajtóműveket kapott, a pilótakabin mögötti gerincrész megnövelésével tüzelőanyag-kapacitása 300 literrel nőtt. A gép üres tömege 16 350 kg-ra, a legnagyobb felszállótömeg 52 000 kg-ra nőtt. Megnövelték a szárnytövek előrenyúló részét, csökkentették a felső részen található kések méretét. A függőleges vezérsík végébe újabb rádióelektronikai eszközöket építettek be. A repülőgép számítógépes irányítást kapott, a fegyveroperátor kabinjába három darab színes, katódsugárcsöves kijelzőt építettek be. Zaszlon–M típusú rádiólokátorának antennaátmérőjét 1,4 méterre növelték, ezzel felderítési távolsága 360 km-re nőtt. A gépágyút kiépítették a repülőgépből, a törzsközépvonal alá két újabb rakétaindító berendezést építettek R–33 vagy R–37 rakéták számára, amelyeket a másik néggyel együtt tud indítani a gép, a lokátor ugyanis egyszerre mind a hat rakétát el tudja látni adatokkal. A félszárnyak alatt két-két új indítósínt hoztak létre az R–77 rakéták számára. 1993 októberében ilyen repülőgépről indítottak először R–37 rakétát. Legalább egy példánynál törővégi konténerben rádióelektronikai zavarókonténert építettek be. Az első prototípus 1991. augusztus 9-én lezuhant. A repülőgép sorozatgyártását a pénzhiány megakadályozta.

### MiG–31SZ
Űrhajózási hordozórakéták indítására tervezett változat, amely a Fakel OKB Mikron rakétáját hordozhatná, ezzel kisebb műholdak 100 kg hasznos terhét juttathatják 200 km magas Föld körüli pályára.

## Kulturális hatás
1982-ben mutatták be Clint Eastwood rendezésében és főszereplésével a Tűzróka című akciófilmet, melyben a címszereplő gép a MiG–31-es fiktív változataként jelenik meg, amit az amerikaiak meg akarnak szerezni a szovjetektől.